# Universidad de Hildesheim
}}
La Universidad de Hildesheim (in alemán Universität Hildesheim) es una universidad situada en la ciudad de Hilesheim, en Baja Sajonia, Alemania, fundada en 1978. Sus facultades principales son de educación y de ciencias sociales, ciencias de la cultura y comunicaciones estéticas y ciencias de información y comunicación. Cuenta con aproximadamente 5.000 estudiantes registrados.
Algunos campos de estudios innovadores como la gestión de información internacional, comunicación profesional internacional y traducción y comunicación internacional han servido para atraer más estudiantes internacionales.
Es una de las pocas universidades alemanas que se ha convertido en fundación bajo amparo de la ley pública (lo que en Alemania se conoce como Stiftungsuniversität) el 1 de enero de 2003.

## Facultades
La universidad cuenta con 3 facultades:
- Facultad de Educación y Ciencias Sociales
- Facultad de Ciencias de la Cultura y Comunicación Estética
- Facultad de Ciencias de Información y Ciencias de la Comunicación